# Анджело Піккалуга
Анджело Піккалуга (італ. Angelo Piccaluga, 4 жовтня 1906, Верчеллі — 7 березня 1993, Калліано) — італійський футболіст, що грав на позиції нападника, зокрема за клуби «Про Верчеллі» та «Модена», а також національну збірну Італії. По завершенні ігрової кар'єри — тренер.

## Клубна кар'єра
У дорослому футболі дебютував 1923 року виступами за команду з рідного міста «Про Верчеллі», в якій провів чотири сезони, взявши участь у 48 матчах чемпіонату.
1927 року перебрався до «Модени», протягом семи наступних сезонів був основним гравцем атакувальної ланки команди.
Згодом з 1934 по 1938 рік грав у складі команд «Палермо» та «Б'єллезе», а завершував ігрову кар'єру у команді «Гріон Пола» у 1938—1939 роках.

## Виступи за збірну
Навесні 1929 року провів дві офіційні гри у складі національної збірної Італії, обидві — в рамках переможного для італійців Кубка Центральної Європи 1927—1930.
У подальшому до ігор національної команди не залучався.

## Кар'єра тренера
Розпочав тренерську кар'єру, ще продовжуючи грати на полі, 1938 року, очоливши тренерський штаб клубу «Гріон Пола».
Згодом протягом 1940-х і 1950-х рокуі тренував ще низку команд, що змагалися у різних регіональних турнірах та третьому загальноіталійському дивізіоні.
Помер 7 березня 1993 року на 87-му році життя в Калліано.
| Дата     | Місто   | Господарі | Результат | Гості          | Турнір                   | Голи | Примітки |
| -------- | ------- | --------- | --------- | -------------- | ------------------------ | ---- | -------- |
| 3-3-1929 | Болонья | Італія    | 4 – 2     | Чехословаччина | Кубок Центральної Європи | -    |          |
| 7-4-1929 | Відень  | Австрія   | 3 – 0     | Італія         | Кубок Центральної Європи | -    |          |
| Усього   |         | Матчів    | 2         |                | Голів                    | 0    |          |